# Samuel Cambel (spisovatel)
Samuel Cambel (25. dubna 1883, Slovenská Ľupča – 8. července 1935, Martin, pochovaný ve Slovenské Ľupči) byl slovenský spisovatel a úředník.

## Životopis
Vyučil se truhlářem. Po úrazu v letech 1901–1905 žil v Budapešti u strýce Samuela Cambela. Poté krátce pracoval jako úředník ve Zvolenu. V letech 1907–1908 navštěvoval obchodní kurzy v Praze, kde se účastnil činnosti spolku Detvan. V letech 1908–1909 pracoval v Budapešťském nakladatelském spolku. Další dva roky byl zaměstnán v Kníhtiskářském účastinárském spolku v Martině. V letech 1910–1911 působil ve filiálce Tatra banky v Padině. Roku 1912 pracoval u nakladatele a tiskaře Jana Párička v Ružomberku. Roku 1913 se vrátil do Slovenské Ľupče, kde pracoval jako účetní ve filiálce Národní banky, ve které byl později ředitelem.